# Бюро переписи населения США
Бюро переписи населения США (англ. United States Census Bureau, Bureau of the Census) — правительственное агентство, на которое возложена ответственность за организацию и проведение переписи населения США. Бюро также собирает и статистически обрабатывает другие национальные демографические и экономические данные. Фактически, это центральный статистический орган США.
Бюро переписи населения является структурным подразделением министерства торговли США. Руководитель агентства — политическая должность, назначается действующим президентом.
Между переписями Бюро переписи делает оценки и прогнозы численности населения. Кроме того, данные переписи влияют на перераспределение более чем 300 миллиардов долларов ежегодных федеральных и от штатов ассигнований для местных общин на благоустройство, здравоохранение, образование, транспорт и прочее. Поэтому в обязанности Бюро переписи входит сбор статистики относительно людей и экономики. Кроме того, постоянно проводится сбор данных в интересах различных федеральных и местных органов власти по таким темам, как занятость, преступления, здоровье, расходы на потребление и жильё. Они публикуются как «демографические обзоры». Бюро переписи также публикует экономические обзоры относительно производства, розничных продаж, услуг.
Бюро переписи базируется в городе Сатленд (штат Мэриленд) и ещё 12 региональных офисов: в городах Атланта, Бостон, Даллас, Денвер, Детройт, Канзас-Сити, Лос-Анджелес, Нью-Йорк, Сиэтл, Филадельфия, Чикаго и Шарлотт. Национальный центр обработки данных находится в Джефферсонвилле, штат Индиана.

## Краткая история
Статья 1 Конституции Соединенных Штатов предусматривает, что перепись населения должна происходить не реже одного раза в десять лет. От этого зависит число мандатов от каждого штата в Палате представителей и в Коллегии выборщиков. Бюро переписи получило эти полномочия уже в акте образования США 13 штатами. Сейчас перепись производится каждые 10 лет в годах, заканчивающихся нулём (2000, 2010), и называется «десятилетней».
С 1790 до 1840 годов перепись проводилась силами шерифов. С 1840 года возник центральный офис переписи, который действовал только во время десятилетней переписи. В 1890 году впервые при переписи использовали электрическую табулирующую машину Германа Холлерита для обработки результатов. В 1902 году временный Офис переписи был реорганизован и в 1903 году окончательно получил нынешнее название в структуре министерства торговли США. Бюро переписи становится центральным статистическим органом США.
В 2006 году в Бюро переписи населения работало 5593 человека.